# Conley (Géorgie)
Conley est une census-designated place américaine située dans le Clayton dans l’État de Géorgie.

## Démographie
| 2000  | 2010  | - | - | - | - |
| ----- | ----- | - | - | - | - |
| 6 128 | 6 228 | - | - | - | - |

## Traduction
- (en) Cet article est partiellement ou en totalité issu de l’article de Wikipédia en anglais intitulé « Conley, Georgia » (voir la liste des auteurs).